# Ramón Luis Irarrázaval
Ramón Luis Irarrázaval Alcalde (Santiago 16 september 1809 - Lima 26 oktober 1859) was een Chileens politicus en diplomaat.
Hij was de zoon van markies Miguel Antonio de Andía-Irarrázaval y del Solar (1767-1818) en Carmen Alcalde y Bascuñán (1774-1824) en volgde onderwijs aan het Instituto Nacional en studeerde rechten aan de Universidad de San Felipe in Santiago. Op 9 juni 1837 promoveerde hij in de rechten en vestigde zich als advocaat in de hoofdstad. Hij was gemeenteraadslid en bestuurder van Santiago en was werkzaam op het ministerie van Buitenlandse Zaken.
Van 1833 tot 1845 (?) was hij lid van de Kamer van Afgevaardigden (ondervoorzitter: 1840-1845; voorzitter 1845) en nadien had hij zitting in de Senaat. President José Joaquín Prieto benoemde hem in 1838 tot onderminister van Justitie, Eredienst en Onderwijs; daarna was hij onderminister van Binnen- en Buitenlandse Zaken. In 1841 volgde zijn benoeming tot minister van Binnen- en Buitenlandse Zaken. Hij bleef (met korte onderbreking) deze ministerspost bekleedden onder president Manuel Bulnes Prieto (tot 1845). In 1844 was hij wederom een korte tijd onderminister van Justitie, Eredienst en Onderwijs en eveneens onderminister van Financiën.
Tijdens de ziekte van Bulnes (1844-1845), was Irarrázaval tijdelijk vicepresident. In 1845 werd hij afgelost door Manuel Montt. Vervolgens was Irrarázaval gevolmachtigd minister bij de Heilige Stoel (1845-1851) en daarna voorzitter van het Hooggerechtshof (1851-1855). Tot zijn overlijden in 1856 was hij gevolmachtigd minister van Chili in Peru. Daarnaast was hij lid van de Faculteit Rechten van de Universiteit van Chili.
Ramón Luis Irrarázaval was lid van een commissie die een nieuw burgerlijk wetboek voorbereidde. 
Hij overleed - onder verdachte omstandigheden - op 26 oktober 1859 in Lima, Peru.

## Privé
Hij was getrouwd met Lucía de Vera-Muxica y de la Cuadra en had vijf kinderen.